# Kalophrynus pleurostigma
Espèce
Statut de conservation UICN

 LC  : Préoccupation mineure
Kalophrynus pleurostigma est une espèce d'amphibiens de la famille des Microhylidae.

## Répartition
Cette espèce est endémique de Sumatra en Indonésie.
Sa présence à Java est incertaine.

## Description

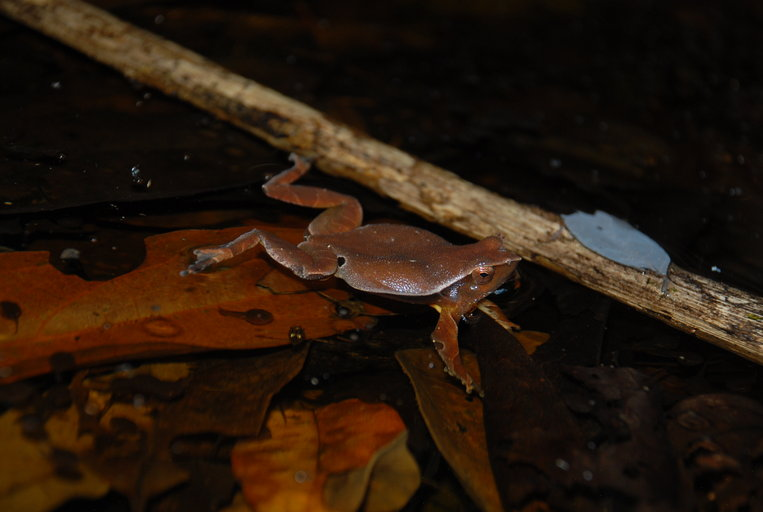
Kalophrynus interlineatus

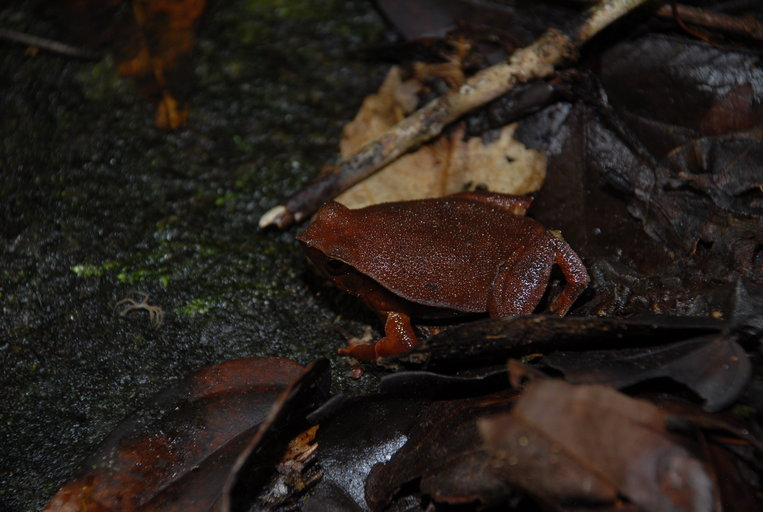
Kalophrynus interlineatus

La femelle néotype mesure 34,5 mm.

## Taxinomie
Cette espèce a été redéfinie par Zug en 2015.

## Publication originale
- Tschudi, 1838 : Classification der Batrachier, mit Berucksichtigung der fossilen Thiere dieser Abtheilung der Reptilien, p. 1-99 (texte intégral).